# Nesomyrmex madecassus
Nesomyrmex madecassus es una especie de hormiga del género Nesomyrmex, tribu Crematogastrini, familia Formicidae. Fue descrita científicamente por Forel en 1892.
Se distribuye por Madagascar. Se ha encontrado a elevaciones de hasta 2150 metros. Habita en bosques húmedos y tropicales.